# Copris katangae
Copris katangae är en skalbaggsart som beskrevs av Yves Cambefort och Nguyen-phung 1996. Copris katangae ingår i släktet Copris och familjen bladhorningar. Inga underarter finns listade i Catalogue of Life.